# 波列斯瓦夫·雅努索維采
波列斯瓦夫·雅努索維采（波蘭語：Bolesław Januszowic，1385或1386年—1424年5月4日），雅努斯一世之子，屬於皮雅斯特王朝馬佐夫舍系。

## 家庭
1412年左右，波列斯瓦夫與前立陶宛大公阿爾吉爾達斯的孫女安娜結婚，兩人共有2子1女：
1. 康拉德（1413年—1427年），早逝
2. 歐菲米亞（約1418年—1436年），早逝
3. 波列斯瓦夫（約1421年—1454年）